# Lithophane canentissima
Lithophane canentissima là một loài bướm đêm trong họ Noctuidae.